# Cessna T-41 Mescalero
T-41 Mescalero je americký hornoplošný cvičný letoun společnosti Cessna, odvozený z jejího užitkového modelu 172 určeného pro civilní letectví.

## Vznik a vývoj
Letoun vznikl v roce 1964 adaptací lehkého sportovního a turistického letounu Cessna 172 pro účely seznamovacího výcviku leteckých kadetů United States Air Force, jako předstupně zařazeného před základním pilotním výcvikem na proudovém typu Cessna T-37 Tweet. Od svého civilního předchůdce se lišil avionickým vybavením, a pozdější varianty získaly silnější pohonnou jednotku. Kromě USAF jej využívala i US Army, a později byl exportován i do jiných států.

## Varianty

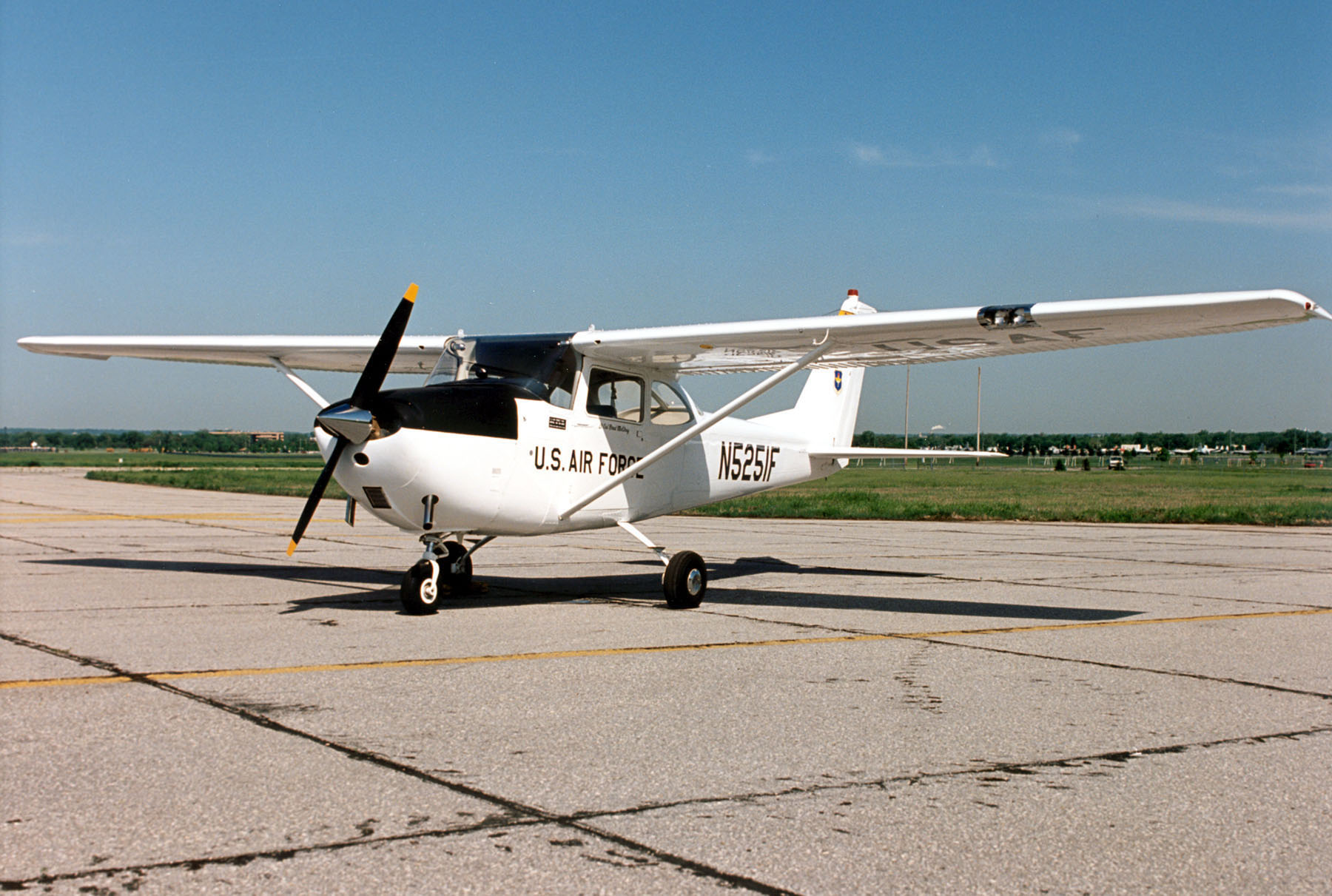
T-41A USAF

T-41A
Varianta Cessny 172F pro USAF poháněná motorem Continental O-300 o výkonu 145 hp (108,1 kW).
T-41B
Model pro US Army, poháněný motorem Continental IO-360 o výkonu 210 hp (156,6 kW) a se stavitelnou vrtulí.
T-41C
Varianta pro United States Air Force Academy, mimo pevné vrtule odpovídající armádní T-41B.
T-41D
Varianta T-41C určená na export do spojeneckých států, se změněným elektrickým systémem a zjednodušeným vybavením.

## Uživatelé
- Argentina
  - Argentinské armádní letectvo[2]
- Bolívie
  - Bolivijské letectvo
- Filipíny
  - Filipínské letectvo
  - Filipínské námořnictvo
- Kolumbie
  - Kolumbijské letectvo
- Jižní Korea
  - Armáda Korejské republiky
  - Letectvo Korejské republiky
- Rakousko
  - Rakouské letectvo[2]
- Řecko
  - Řecké vojenské letectvo[2]
- Salvador
  - Salvadorské letectvo
- Spojené státy americké
  - United States Air Force

T-41 námořnictva Filipín

  - United States Army Aviation Branch
- Thajsko
  - Thajské královské letectvo
  - Thajská královská armáda[2]
- Turecko
  - Turecké letectvo
  - Turecká armáda
- Uruguay
  - Uruguayské letectvo
- Vietnamská republika
  - Letectvo Vietnamské republiky

## Specifikace
Údaje platí pro variantu T-41C

### Technické údaje
- Osádka: 2 (instruktor a žák)
- Délka: 8,21 m (26 stop a 11 palce)
- Rozpětí: 10,92 m (35 stop a 10 palců)
- Výška: 2,90 m (8 stop a 10 palců)
- Nosná plocha: 14,8 m² (159 čtverečních stop)
- Prázdná hmotnost: 618 kg (1 363 lb)
- Vzletová hmotnost: 1 134 kg (2500 lb)
- Pohonná jednotka: 1 × vzduchem chlazený šestiválcový boxer Continental IO-360-DB
- Výkon pohonné jednotky: 210 hp (156,6 kW)

### Výkony
- Maximální rychlost: 292 km/h (125 uzlů, 182 mph)
- Dolet: 1 104 km (690 mil) ve výši 3000 m
- Dostup: 4 850 m (16 000 stop)
- Stoupavost: 4,47 m/s (880 stop za minutu)